# 禁尻十一月
禁尻11月（No Nut November，縮寫NNN），又稱NNN挑戰，是一个宣傳禁欲的网络運動，這項運動的参与者會在每年11月期间戒除自慰。有一些参与者声称，戒除射精和色情電影有益身心健康。2011年，《市井词典》收錄了No Nut November這一詞條。2017年，这一运动开始在社交媒体上流行起来。它与Reddit上的NoFap社区有关，该社区鼓励其成员不要自慰。Reddit的社区/r/NoNutNovember从2018年11月的1.65万订阅者增长到2019年11月的5.2万订阅者，2020年11月增长到6.32万订阅者。

## DDD挑戰
爆尻十二月（Destroy Dick December，縮寫DDD），又稱勁尻十二月，是繼NNN之後的一項相關互聯網挑戰。相反，它鼓勵參與者在NNN挑戰成功後參與性活動，如性交和手淫。習俗是高潮次數等於日期（例：1號高潮一次、2號兩次…以此類推），從十二月一日的1次高潮開始，到最後一天以31次高潮迎接十二月的結束，總共需要496次手淫，平均每天16次。